# Tauberbischofsheim

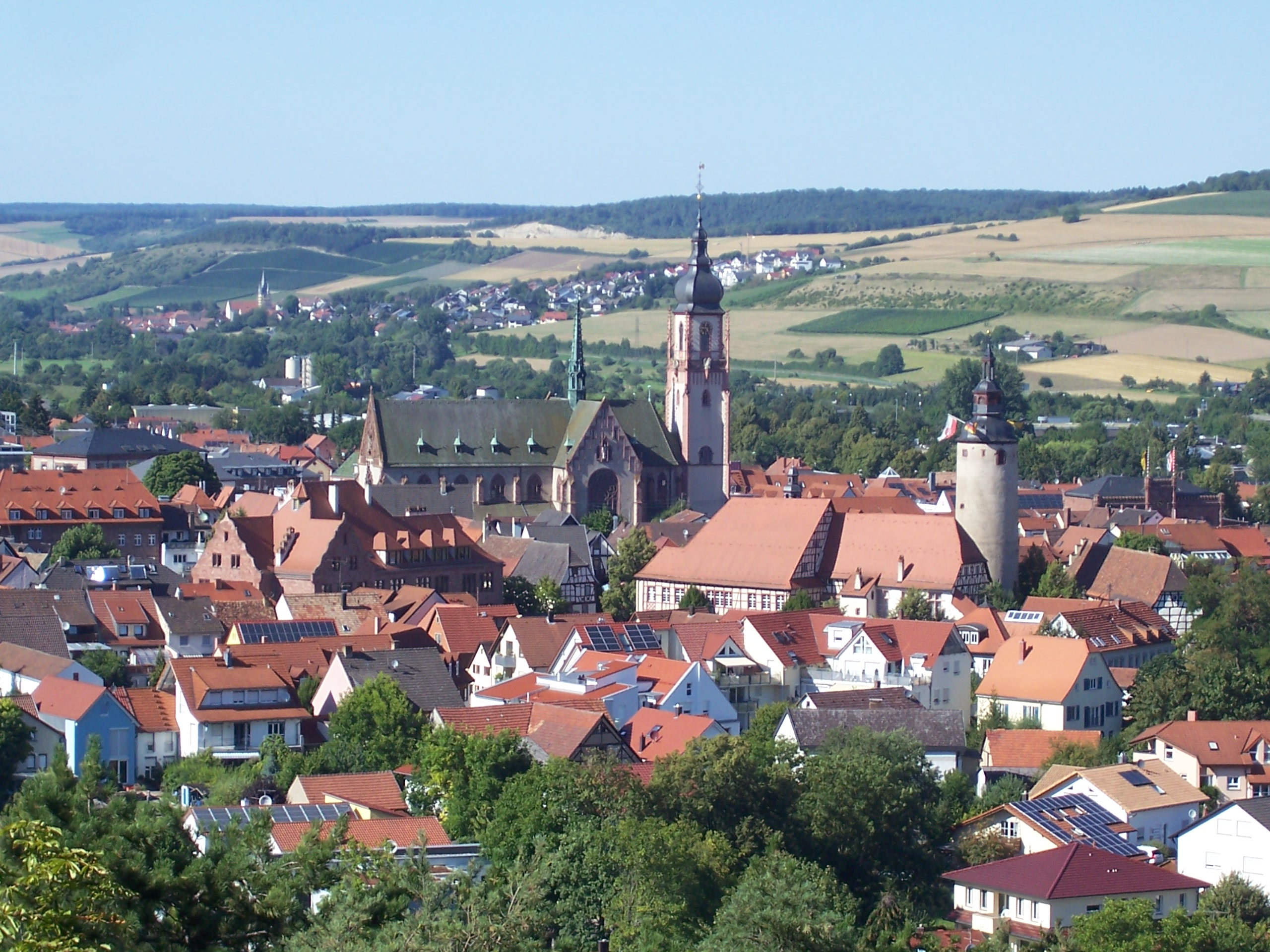
Tauberbischofsheim

Tauberbischofsheim (pronunciación en alemán: /ˌtaʊ̯bɐˈbɪʃɔfshaɪ̯m/ⓘ) es una ciudad en el estado federado alemán de Baden-Wurtemberg. La ciudad se encuentra en el valle del río Tauber en la parte noreste de Baden-Wurtemberg. Cerca de 13.000 personas viven en Tauberbischofsheim.

## Arreglo de la ciudad
Tauberbischofsheim consta de siete distritos: Dienstadt, Distelhausen, Dittigheim, Dittwar, Hochhausen, Impfingen y Tauberbischofsheim.

## Monumentos y sitios de interés

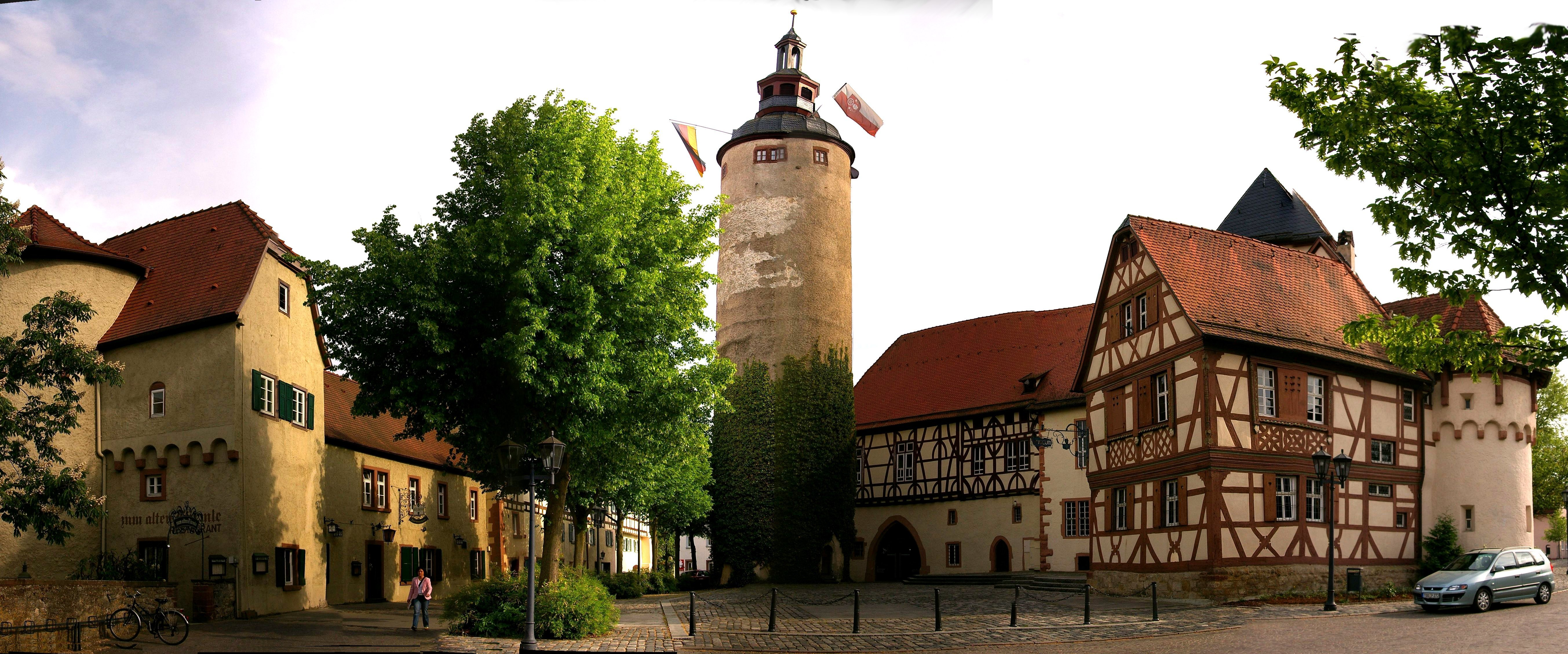
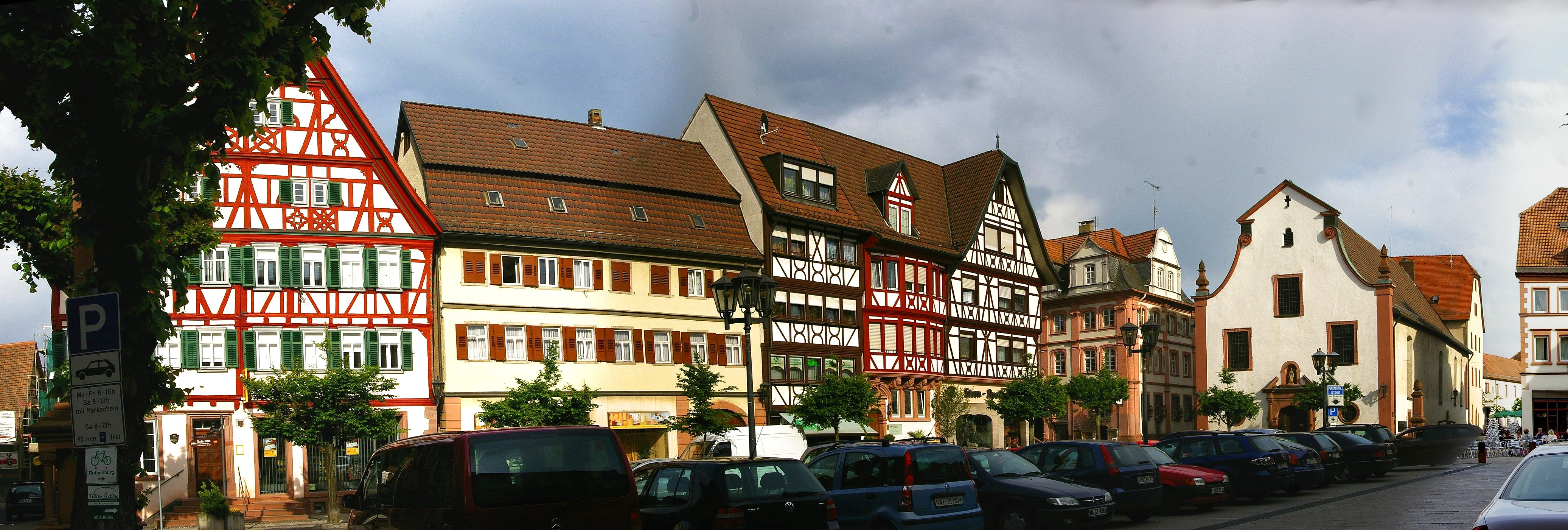
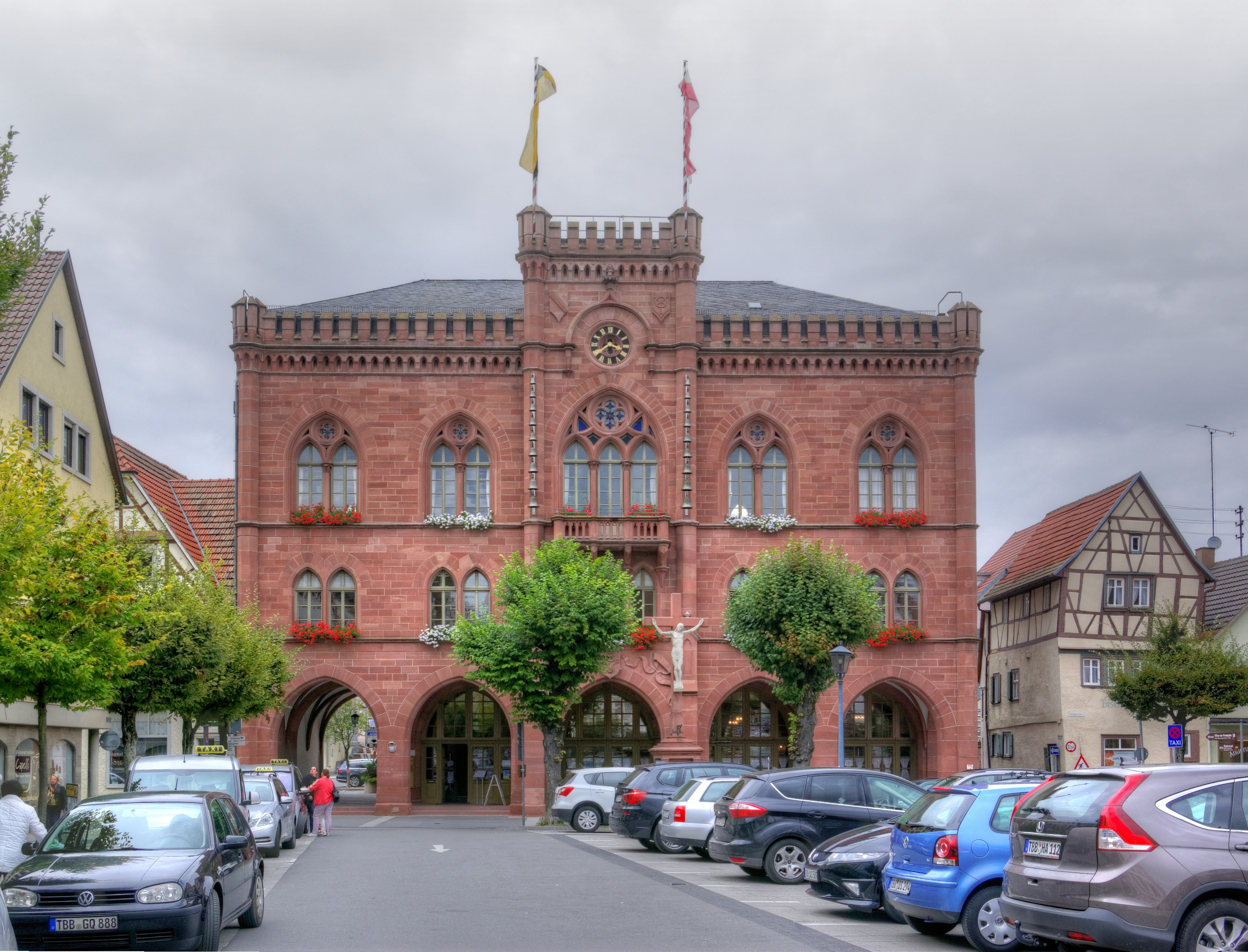
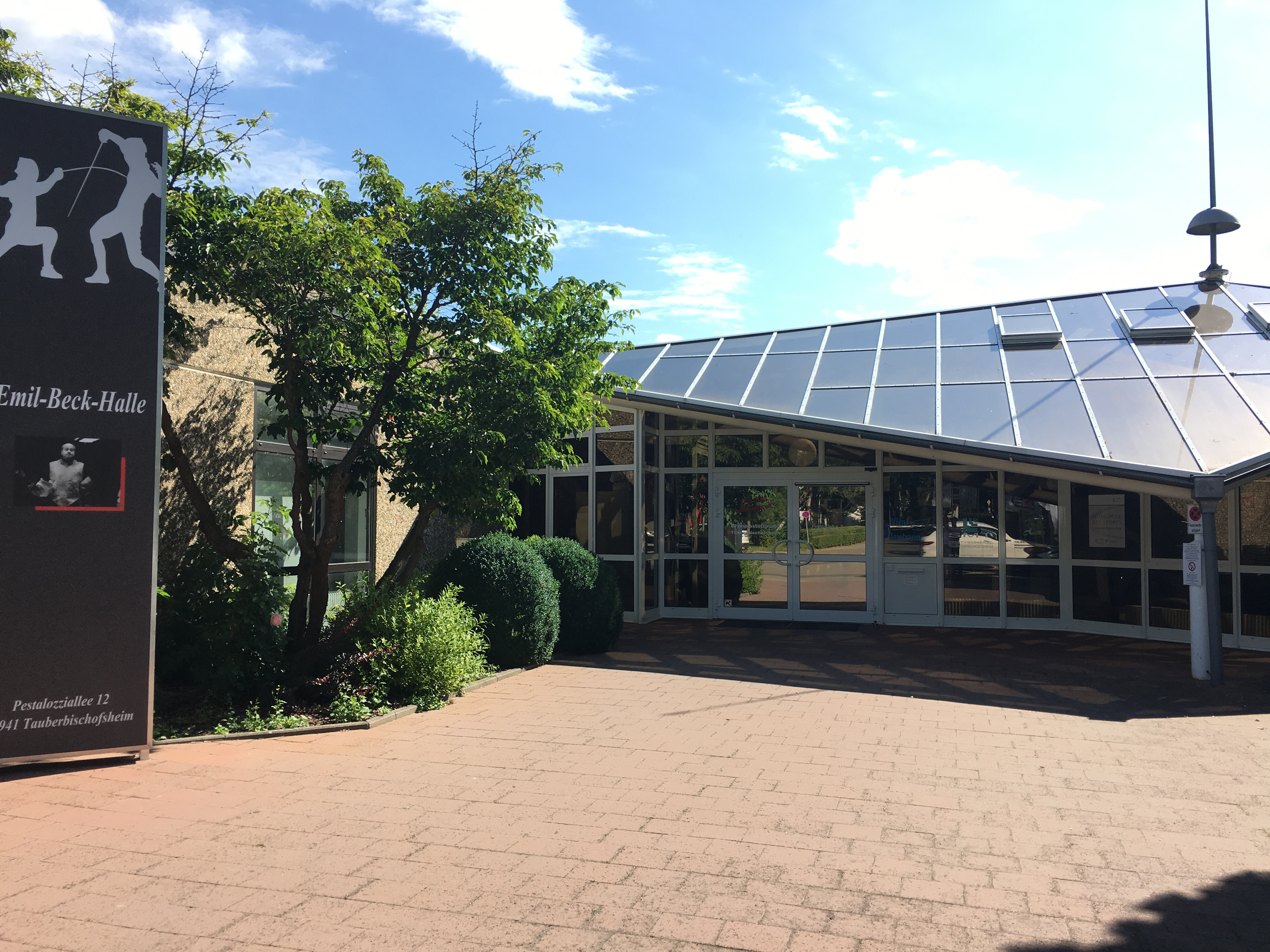